# Deuxième Trio en forme de suite
Le Deuxième Trio en forme de suite, op. 96, est une œuvre de musique de chambre de Vincent d'Indy composée en 1929, destinée à une formation trio avec piano.

## Présentation
Le Deuxième Trio en forme de suite est composé par Vincent d'Indy à Agay pendant l'été 1929. La partition, en sol majeur, est, de nombreuses années après le Trio pour clarinette, violoncelle et piano, op. 29, la deuxième page du compositeur destinée à un trio avec piano, ici dans la plus traditionnelle formation violon, violoncelle et piano, et sa dernière pièce de musique de chambre,.
L’œuvre, opus 98 du compositeur, est dédiée à Marguerite de Saint-Marceaux et créée le 23 décembre 1929 à la salle de la Schola Cantorum de Paris par Raymond Chrismens (violon), Mme Edwige Bergeron (violoncelle) et Marie-Hélène Bonnet (piano),,. Ellle est rejouée par les mêmes interprètes à la Société nationale de musique le 11 janvier 1930 à Paris, salle Chopin (Pleyel),,.
La partition est publiée en 1930 par les éditions Rouart-Lerolle.

## Structure
Le Trio, d'une durée moyenne d'exécution de dix-neuf minutes environ, est constitué de quatre mouvements, et rappelle « l'ancienne suite française, de facture simple et légère » : 
1. Entrée en sonate, « Modéré », à 
 ;
2. Air, « Très modérément animé », à 
 ;
3. Courante, « Lent et solennel », à 
 ;
4. Gigue en rondeau, sur une chanson française, « Joyeusement », à 
.

Pour la musicographe et biographe de Vincent d'Indy Élisabeth Pommiès, le Trio en sol « reprend l'esprit de la Suite ancienne. On y trouve la solennité et le raffinement de cette ancienne danse de cour, mais aussi le scintillement des arpèges et l'invention mélodique ». 